# Azannes-et-Soumazannes
Azannes-et-Soumazannes es una comuna francesa situada en el departamento de Mosa, en la región del Gran Este.

## Demografía
| 241 | 221 | 180 | 177 | 165 | 169 | 161 |
| Para los censos de 1962 a 1999 la población legal corresponde a la población sin duplicidades (Fuente: INSEE [Consultar]) |     |     |     |     |     |     |